# Meconopsis pseudovenusta
Meconopsis pseudovenusta är en vallmoväxtart som beskrevs av George Taylor. Meconopsis pseudovenusta ingår i släktet bergvallmor, och familjen vallmoväxter. Inga underarter finns listade i Catalogue of Life.